# Diego Muñoz Camargo
Diego Muñoz Camargo (1529-1599) fue un historiador tlaxcalteca, nacido de la unión del conquistador español Diego Camargo, capitán de Francisco de Garay, y de una mujer indígena. Vivió en la Ciudad de México y se desarrolló como intérprete oficial. En 1550, se mudó a la ciudad de Tlaxcala.

## Biografía
Escribió un poema de Tlaxcala, obra que describe en su primer libro la religión, costumbres, cultura, y en general la forma de vida de los tlaxcaltecas antes de la llegada de los españoles; el segundo libro narra los acontecimientos de la conquista de México, desde los presagios de la venida de los españoles hasta los acontecimientos contemporáneos de Álvaro Manrique de Zúñiga, séptimo virrey de la Nueva España. Esta obra la escribió entre 1576 y 1591; se tradujo al francés y se incluyó en la obra titulada "Annales des voyages".[cita requerida]
Adicionalmente, escribió "Descripción de la Ciudad y Provincia de Tlaxcala", obra que terminó en 1584, la cual entregó el propio autor al rey Felipe II de España en 1585. Finalmente, escribió "Suma y Epiloga de Toda la Descripción de Tlaxcala", obra que terminó en 1591.[cita requerida]
Además de dedicarse a la literatura, se encargó de llevar tlaxcaltecas a la región de los chichimecas, con la finalidad de "civilizarlos", de acuerdo con las costumbres europeas.[cita requerida]
Charles Gibson aseguró que en el siglo XVI existieron al menos cinco personas contemporáneas llamadas Diego Muñoz Camargo, y que con frecuencia se han confundido: el poblador y conquistador; su hijo, el historiador; su nieto, que fue gobernador de Tlaxcala de 1608 a 1612; el sobrino del historiador, y además un natural de Atlihuetzia, que probablemente era también pariente lejano de todos ellos. Un sexto más se llamaba Diego Muñoz Huechicatzin, provenía de la cabecera de Quiahuiztlan, y también fue gobernador de Tlaxcala de 1587 a 1588, en 1593 y en 1597, y ha sido confundido con el poeta con su hijo. Todas estas personas se pueden identificar gracias a sus rúbricas diferentes, registradas en los diversos documentos en que se les menciona como actores. El propio historiador Diego Muñoz Camargo despeja algunas dudas sobre sus padres, ya que consignó, en una carta poder, el hecho de que fue hijo de Diego Muñoz Camargo, el poblador, y de Juana de Navarra, y nieto de Diego Garcia de los Olivos.